# Megaleledonidae
Megaleledonidae zijn een familie van weekdieren uit de klasse der Cephalopoda (inktvissen).

## Geslachten
- Adelieledone Allcock, Hochberg, Rodhouse & Thorpe, 2003
- Bathypurpurata Vecchione, Allcock & Piatkowski, 2005
- Bentheledone Robson, 1932
- Graneledone Joubin, 1918
- Megaleledone Iw. Taki, 1961
- Microeledone Norman, Hochberg & Boucher-Rodoni, 2004
- Pareledone Robson, 1932
- Praealtus Allcock, Collins, Piatkowski & Vecchione, 2004
- Tetracheledone Voss, 1955
- Thaumeledone Robson, 1930
- Velodona Chun, 1915
- Vosseledone Palacio, 1978